# Porque tengo ganas
Porque tengo ganas es el título del tercer álbum de estudio grabado por la cantante mexicano-estadounidense Marisela, Fue lanzado al mercado por la empresa discográfica Profono Internacional a finales del año 1986.  
Después del exitoso álbum Completamente tuya (1985), producido por el ya consagrado Enrique Elizondo.
Con el tema Tu dama de hierro de la autoría de Aníbal Pastor se posiciona en el primer lugar de popularidad por 34 semanas consecutivas, además el álbum gana disco de oro, platino y diamante, tras vender 8 millones de copias. También se desprenden éxitos como El fin de nuestro amor, Porque tengo ganas, A escondidas, Yo se que tú, Hazme tuya.

## Lista de canciones
1. Tu dama de hierro[1] 3:20
2. Porque tengo ganas[1] 3:37
3. Yo sé que tú [2] 3:41
4. Quisiera detener el tiempo[1] 3:38
5. A escondidas[2] 3:22
6. El fin de nuestro amor[3] 3:13
7. Hazme tuya[4] 3:29
8. Arrepentida[1] 4:00
9. Quédate a mi lado[1] 4:19
10. Si alguna vez[2] 2:57

[1] Aníbal Pastor
[2] Roberto Belester
[3] Eusebio "Chivo" Cortez
[4] Álvaro Torres
- Datos: Q6082988